# Achillée noble
Espèce
Classification phylogénétique
L'Achillée noble, Achillea nobilis, est une espèce de plantes à fleurs de la famille des Astéracées. C'est une plante herbacée originaire d'Eurasie.

## Description

### Caractéristiques
- Organes reproducteurs
  - Couleur dominante des fleurs : blanc
  - Période de floraison : août-septembre
  - Inflorescence : corymbe de capitules
  - Sexualité : hermaphrodite
  - Pollinisation : entomogame
- Graine
  - Fruit : akène
  - Dissémination : anémochore
- Habitat et répartition
  - Habitat type : pelouses aérohalines submaritimes méditerranéennes, catalano-provençales
  - Aire de répartition : eurasiatique méridional

Données d'après : Julve, Ph., 1998 ff. - Baseflor. Index botanique, écologique et chorologique de la flore de France. Version : 23 avril 2004.